# Kreuzjoch
Il Kreuzjoch (2.558 m s.l.m.) è la montagna più alta delle Alpi di Kitzbühel nelle Alpi Scistose Tirolesi. Si trova nel Tirolo.